# حديقة كهف تشوماش الملون التاريخية العامة
حديقة كهف تشوماش الملون التاريخية العامة (بالإنجليزية: Chumash Painted Cave State Historic Park)‏؛ هو كهف يقع في مقاطعة سانتا باربارا في الولايات المتحدة. وهو أحد الحدائق العامة في ولاية كاليفورنيا.

## السياحة
يعد «حديقة كهف تشوماش الملون التاريخية العامة» أحد مواقع الجذب السياحي في مقاطعة سانتا باربارا في ولاية كاليفورنيا الأمريكية.